# 原始切块

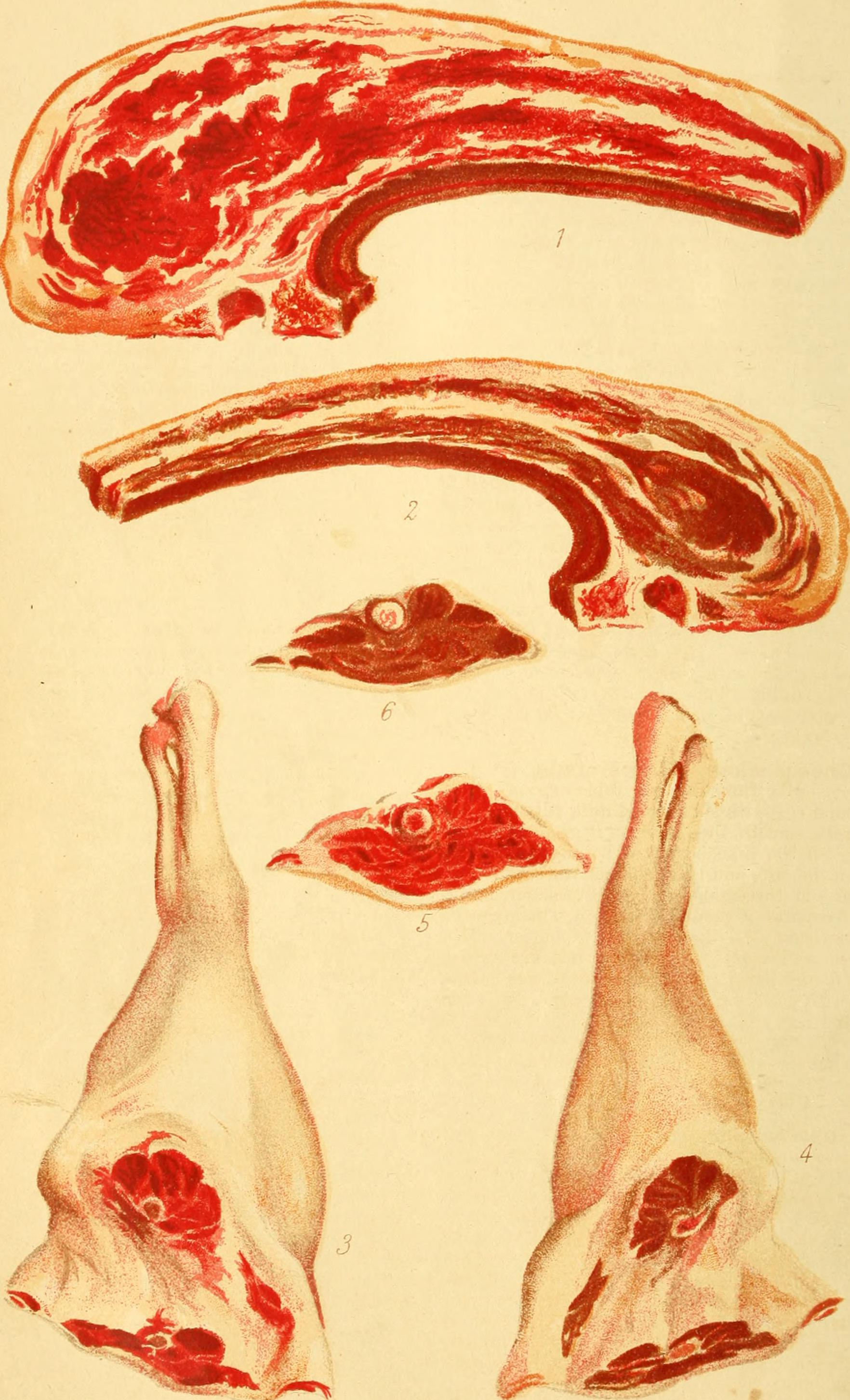
原始切块

原始切块是指人類在屠宰動物時直接切下後未經任何加工的動物的生肉。人們在切肉時會事先將動物劃分成不同的區域，然後根據區域的分界線來切肉。每個不同的區域的肉都有不同的叫法，而且烹飪方法也有所不同。

## 各國的劃分方法

美國
英國
法國
德國
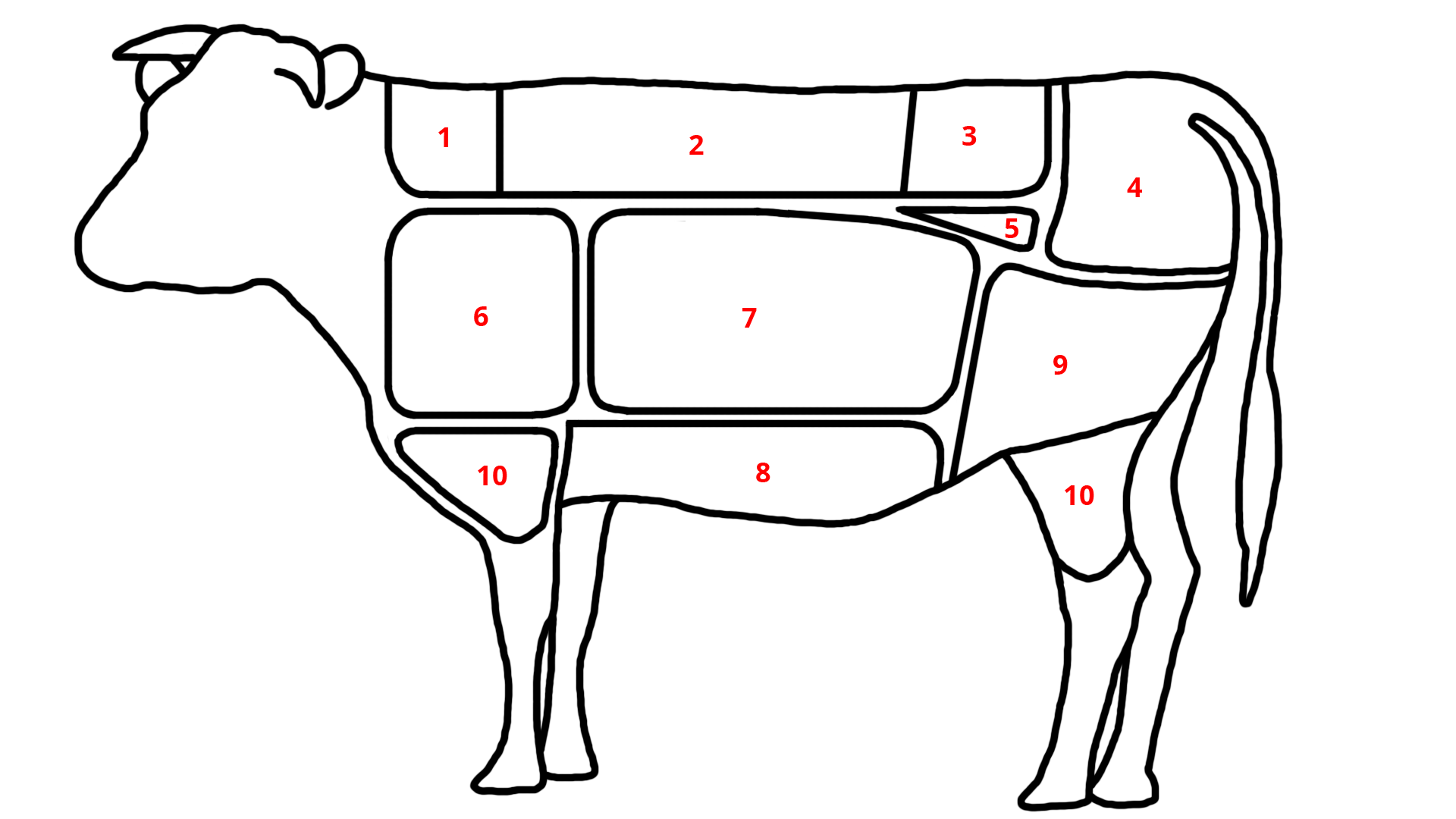
韓國